# 協鑫新能源
协鑫新能源控股有限公司（GCL New Energy Holdings Ltd.，股票代码：0451.HK）是一家在香港交易所上市的公司 ，主要从事太阳能发电等业务。公司的前身是森泰集团有限公司（Same Time Holdings Limited），曾从事印刷电路板的制造和销售。

## 历史背景
2014年2月14日，保利協鑫能源認購森泰集團3.6億股新股，每股作價4元，現金總代價14.4億元。完成後，協鑫將持有森泰擴大後股本67.99%，标志着公司业务重心从印刷电路板转向太阳能发电。